# キングアブドゥルアジーズ競馬場
キングアブドゥルアジーズ競馬場（アラビア語: ميدان الملك عبد العزيز للفروسية）は、サウジアラビアの首都であるリヤドに存在する競馬場である。

## 概要
本施設は、サウジアラビアとして初の競走馬術広場として1965年にリヤドのマラット地区に建設されたマラト競馬場が国際競走を実施するには規模が小さかった上に、マラット地区が住宅街化して馬の移動が難しくなったという状況もあり、当時のサウジアラビアのアブドゥッラー・ビン・アブドゥルアズィーズ王太子（後の第6代アブドゥッラー国王）の指示の下に、リヤド・ジャナドリーヤに移転建て替えということとなった。
2003年1月に新施設が完成してキングアブドゥルアジーズ競馬場として開場、サウジアラビア最大の競馬場となった。
キングアブドゥルアジーズ競馬場で競馬の開催は、所有するサウジアラビアジョッキークラブの主催により毎年9月から次の年の4月にかけて実施されている。

## コース概要
1周が約2,000mにして幅員24mのダートコースであり、左回り周回コースである。
ダートコースの内側にはトレーニングトラック（ダートコース）が設けられている。
2020年1月、1周1,800mのターフ（芝）コースが設置された。

## 競走

### サウジアラビア国内競走
- キングアブドゥルアズィーズカップ（King Abdulaziz Cup、ローカルG1)、1,600m[2]
- ジャパンカップ（Japan's Cup、ローカルG3、1,600m）[2]
  - ジャパンカップは、日本中央競馬会（JRA）東京競馬場で開催されているサウジアラビアロイヤルカップとの交換競走であり、レース開催日には在サウジアラビア日本国特命全権大使が観戦に訪れ、キングアブドゥルアジーズ競馬場でも日本文化の紹介など関連イベントが実施される[4]。

### 国際競走
- サウジカップ（The Saudi Cup、国際G1、ダート1,800m）
  - 2020年に新設された国際競走。賞金総額2000万米ドル（約21億6,000万円）で、1着賞金が1000万米ドル（約10億6,000万円）という世界競馬における最高賞金競走となる[5]。
  - サウジカップのアンダーカードとして同日に複数のカテゴリーの国際レースが行われ、総称として「サウジカップデー」と呼称されている[6]。レース名は年によって変更されることがある。この他、サウジアラビア調教馬限定レースやアラブ馬限定レースも行われる。
    - ネオムターフカップ（The Neom Turf Cup、国際G2、芝2,100m）
    - 1351ターフスプリント（stc 1351 Turf Sprint、国際G2、芝1,351m）
    - レッドシーターフハンデキャップ（The RedSea Turf Handicap、国際G2、芝3,000m）
    - サウジダービー（Saudi Derby、国際G3、ダート1,600m、3歳限定） - 2020年にフルフラット[7]、2021年にピンクカメハメハが日本調教馬として勝利。
    - リヤドダートスプリント（Riyadh Dirt Sprint、国際G2、ダート1200m）

### 騎手招待競走
- インターナショナルジョッキーズチャレンジ
  - サウジカップの前日に行われる騎手招待競走。世界各国から男女7人ずつ、計14人の騎手が招待され、全4Rの結果で獲得したポイントにより優勝を争う。2021年には日本から藤田菜七子が出場した（4位）[8]。藤田は2020年にも招待されていたが、直前の怪我により辞退している[9]。

## 備考
キングアブドゥルアジーズ競馬場はスポーツ・コンプレックスという形になっており、敷地内にはテニスコート、スカッシュコート、スイミングプール、アリーナを始め、多種多様なスポーツが楽しめる施設が完備されている。